# 박태상 (배드민턴인)
박태상(1979년 6월 20일~)은 대한민국의 배드민턴 선수 출신 배드민턴 지도자로, 2002년 아시안 게임에 참가해 금메달을 획득했다.